# Reinier Jesus Carvalho
Reinier Jesus Carvalho (* 19. ledna 2002 Brasília), známý jako Reinier, je brazilský profesionální fotbalista, hrající na pozici ofensivního záložníka za španělský klub Girona FC, kde je na hostování z Realu Madrid. Je také bývalým brazilským mládežnickým reprezentantem.

## Klubová kariéra

### Začátky
Syn bývalého futsalisty Maura Brasília, se narodil v Brasílii. V roce 2011 se přidal k mládežnické akademii Vasco da Gama. Poté se přesunul do mládeže Botafoga a Fluminense, před odchodem do Flamenga.

### Flamengo
Reinier debutoval v A-týmu Flamenga 31. července 2019 v druhém kole Poháru osvoboditelů v zápase proti Emelecu na stadionu Maracanã. Flamengu se podařilo postoupit po penaltovém rozstřelu. Svůj ligový debut provedl 4. srpna následující víkend proti Bahii.
Dne 9. listopadu 2019 prodloužil Reinier smlouvu s Flamengem do 31. října 2024, součástí smlouvy bylo i výkupní klausule ve výši 35 milionů eur.

### Real Madrid
20. ledna 2020 španělský velkoklub Real Madrid oznámil, že dosáhli dohody s Flamengem o přestupu Reiniera, který podepsal smlouvu do června 2026. Poplatek za přestup se pohyboval okolo 30 milionů eur. Po zbytek sezóny byl součástí rezervního týmu. Dne 7. března 2020 vstřelil svůj první gól za Castillu proti Coruxu.

#### Hostování do Borussie Dortmund
19. srpna 2020 Real Madrid oznámil, že Reinier bude zapůjčen Borussii Dortmund na dva roky, do 30. června 2022.

## Reprezentační kariéra
Reinier byl povolán na Mistrovství Jižní Ameriky do 15 let, kde reprezentoval rodnou Brazílii. Odehrál zápasy proti Ekvádoru a Venezuele, ve kterých se dvakrát střelecky prosadil.
7. března 2018 dostal pozvánku od Paula Victora Gomese do výběru Brazílie do 17 let na turnaj Montaigu ve Francii. Jako kapitán vedl reprezentaci do 17 let na Mistrovství Jižní Ameriky do 17 let v roce 2019 v Peru, v základní skupině vstřelil 3 branky ve 4 zápasech.

## Statistiky

### Klubové
K 19. srpnu 2020
| Klub                          | Sezóna  | Liga               | Liga   | Liga | Pohár  | Pohár | Kontinentální poháry | Kontinentální poháry | Ostatní | Ostatní | Celkem | Celkem |
| Klub                          | Sezóna  | Liga               | Zápasy | Góly | Zápasy | Góly  | Zápasy               | Góly                 | Zápasy  | Góly    | Zápasy | Góly   |
| ----------------------------- | ------- | ------------------ | ------ | ---- | ------ | ----- | -------------------- | -------------------- | ------- | ------- | ------ | ------ |
| Flamengo                      | 2019    | Série A            | 14     | 6    | 0      | 0     | 1                    | 0                    | 0       | 0       | 15     | 6      |
| Real Madrid B                 | 2019/20 | Segunda División B | 3      | 2    | —      | —     | —                    | —                    | —       | —       | 3      | 2      |
| Real Madrid                   | 2019/20 | La Liga            | 0      | 0    | 0      | 0     | 0                    | 0                    | 0       | 0       | 0      | 0      |
| Borussia Dortmund (hostování) | 2020/21 | Bundesliga         | 0      | 0    | 0      | 0     | 0                    | 0                    | 0       | 0       | 0      | 0      |
| Celkem                        | Celkem  | Celkem             | 17     | 8    | 0      | 0     | 1                    | 0                    | 0       | 0       | 18     | 8      |

1. ↑  Zápas v Copa Libertadores.

## Ocenění
Flamengo
- Série A: 2019
- Copa Libertadores: 2019[16]